# Daria Saville
Daria Saville (anteriormente Gavrilova; nascida em 5 de março de 1994) é uma tenista profissional australiana. Representou a Rússia até 2015 antes de emigrar para a Austrália.

## Carreira júnior

### 2010: N° 1 Júnior
Saville foi escolhida para representar a Rússia nos primeiros Jogos Olímpicos da Juventude, realizados em Cingapura. Apesar de ter entrado na chave principal sem ser cabeça de chave, Saville avançou para a disputa pela medalha de ouro, derrotando Stefanie Tan [en], a cabeça de chave Elina Svitolina, Tang Haochen [en] e a sétima cabeça de chave, Jana Čepelová. Na final, Saville perdeu o primeiro set contra Zheng Saisai da China, mas se recuperou para conquistar a medalha de ouro. Após sua vitória, Saville se tornou a jogadora júnior com melhor classificação pela ITF.
Em setembro, ela competiu no evento júnior do US Open como a cabeça de chave No 1. Ela progrediu na chave com vitórias sobre Lauren Davis, Caroline Price [en], Tang Haochen [en], Robin Anderson [en] e Sloane Stephens para definir uma final totalmente russa com Yulia Putintseva, emergindo com uma vitória em sets diretos. Além disso, Saville competiu na prova de duplas com a também russa Irina Khromacheva, avançando para a semifinal, antes de perder para as eventuais campeãs Tímea Babos e Sloane Stephens.
Após seu sucesso no tênis júnior, Saville foi premiada com um "wild card" para a chave principal do evento WTA Tour em sua cidade natal, Moscou. Ela enfrentou a ucraniana Alona Bondarenko e perdeu em sua estreia no WTA em sets diretos. Ela terminou o ano como a jogadora júnior nº 1 e na 515ª posição no ranking WTA.

## Carreira profissional

### 2023: Retorno à turnê durante a temporada de quadra de grama
Saville voltou à turnê após uma longa ausência devido a uma lesão no ligamento cruzado anterior em Wimbledon. Ela perdeu para Katie Boulter na primeira rodada. Saville estava vencendo por 4–2 no tie-break do primeiro set quando um manifestante invadiu a quadra e jogou peças de quebra-cabeça e confetes que atrapalharam o jogo. Depois que Saville e Boulter ajudaram a limpar a bagunça, o jogo continuou com Boulter ganhando os próximos cinco pontos para vencer o primeiro set, antes de uma vitória em dois sets. Saville disse mais tarde que estava chateada com a distração, afirmando: "Oh meu Deus, por que na minha quadra dentre todos eles? Eu sou a pior em ser capaz de recuperar o foco."
Saville então jogou o Aberto da Hungria perdendo para a "lucky loser" e eventual campeã,  Maria Timofeeva, em três sets apertados. Saville disputou então o Aberto da Alemanha em Hamburgo, onde chegou às semifinais, depois de vencer nomes como Jasmine Paolini, Tamara Korpatsch e Jule Niemeier, além de outras jogadoras na qualificatória. Saville perdeu para Arantxa Rus naquela semifinal de virada em jogo de três sets.
Durante a temporada em quadras duras na América do norte , Saville perdeu na qualificatória para Kimberly Birrell [en] no Aberto do Canadá em sets diretos. Ela então derrotou Clervie Ngounoue [en] na primeira rodada do US Open, antes de perder para a "cabeça de chave" número um, Iga Swiatek, na segunda.
Saville então chegou à China, onde jogou usando "ranking protegido" no Guangzhou Open ficou na segunda rodada, no Ningbo Open ficou na primeira e no China Open ficou novamente na segunda. Na sequência, ela passou pala qualificatória para o Hong Kong Tennis Open, mas também perdeu na primeira rodada da chave principal.

### 2024
Saville iniciou a temporada no torneio Brisbane International, onde fez uma campanha discreta, passando por Dayana Yastremska na primeira rodada em sets diretos e perdendo para Anastasia Potapova na segunda em jogo de três sets. Seu próximo compromisso foi no Hobart International no qual chegou à semifinal a qual perdeu para a eventual vice-campeã, Elise Mertens em jogo de três sets. Seu próximo torneio de destaque foi o San Diego Open, no qual chegou às quartas de final que perdeu para Emma Navarro em sets diretos.
Saville iniciou a temporada em quadras de saibro no Charleston Open, no qual passou pela qualificatória, venceu Tamara Korpatsch [en] na primeira rodada em jogo de três sets mas perdeu na segunda para Elina Svitolina em sets diretos. Em seguida, de volta à Europa, participou do Aberto de Madri, onde passou pela qualificatória, venceu seu primeiro jogo na chave principal contra Hailey Baptiste [en] em sets diretos mas perdeu em seguida para Anastasia Pavlyuchenkova também em sets diretos. Seu próximo compromisso foi no L'Open 35 de Saint-Malo, onde venceu Polina Kudermetova [en] na primeira rodada em sets diretos e perdeu na segunda para Celine Naef [en], também em sets diretos. No Aberto de Roma, perdeu na primeira rodada para Clara Tauson em sets diretos. No Aberto da França, perdeu na primeira rodada para a cabeça de chave N° 12, Jasmine Paolini, em sets diretos.

## Vida pessoal
O relacionamento de Daria com o tenista australiano Luke Saville influenciou sua decisão em adquirir a cidadania da Austrália. Em agosto de 2014, foi anunciado que Gavrilova obteria a cidadania da Austrália, constando como "aussie" na chave do US Open daquele ano. Mas ainda não tinha o passaporte do novo país e teve que jogar como russa nos torneios WTA. Antes do início da temporada de 2016, todos os procedimentos foram realizados e ela passou a ser plenamente australiana. Contudo, somente em 23 de março é que a ITF autorizou Daria a jogar pela Fed Cup pela nova equipe. Ela e Luke se tornaram noivos em 6 de dezembro de 2018. Casaram-se em 4 de dezembro de 2021. A tenista trocou o sobrenome pelo do marido, usando-o profissionalmente, a partir do ano seguinte.

## Finais

### Circuito WTA

#### Simples: 4 (1 título, 3 vices)
| Status | V-L | Data        | Torneio                          | Piso | Oponente           | Placar        |
| ------ | --- | ----------- | -------------------------------- | ---- | ------------------ | ------------- |
| Venceu | 1–2 | Agosto 2017 | Connecticut Open, New Haven, EUA | duro | Dominika Cibulková | 4–6, 6–3, 6–4 |

#### Duplas: 4 (2 títulos, 2 vices)
| Status | V-L | Data          | Torneio                                           | Piso   | Parceira        | Oponentes                        | Placar           |
| ------ | --- | ------------- | ------------------------------------------------- | ------ | --------------- | -------------------------------- | ---------------- |
| Venceu | 2–2 | Maio 2019     | Internationaux de Strasbourg, Estrasburgo, França | saibro | Ellen Perez     | Duan Yingying Han Xinyun         | 6–4, 6–3         |
| Venceu | 1–0 | 26 Julho 2015 | İstanbul Cup, Istambul, Turquia                   | duro   | Elina Svitolina | Çağla Büyükakçay Jelena Janković | 5–7, 6–1, [10–4] |

### Circuito juvenil (Grand Slam)

#### Simples: 2 (1 título, 1 vice)
| Status | Ano  | Torneio       | Piso   | Oponente            | Placar   |
| ------ | ---- | ------------- | ------ | ------------------- | -------- |
| Perdeu | 2009 | Roland Garros | Saibro | Kristina Mladenovic | 3–6, 2–6 |
| Venceu | 2010 | US Open       | Duro   | Yulia Putintseva    | 6–3, 6–2 |

#### Duplas: 1 (1 título)
| Status | Ano  | Torneio       | Piso   | Parceira          | Oponentes                               | Placar          |
| ------ | ---- | ------------- | ------ | ----------------- | --------------------------------------- | --------------- |
| Venceu | 2012 | Roland Garros | Saibro | Irina Khromacheva | Montserrat González Beatriz Haddad Maia | 4–6, 6–4 [10–8] |

### Olímpiadas da Juventude

#### Simples: 1 (1 ouro)
| Status | Ano  | Torneio   | Piso | Oponente     | Placar        |
| ------ | ---- | --------- | ---- | ------------ | ------------- |
| Venceu | 2010 | Cingapura | Duro | Zheng Saisai | 2–6, 6–2, 6–0 |